# 張僎
張僎（1575年—？年），字公朴，號禮所，山東青州府壽光縣人，軍籍，明朝政治人物。

## 生平
萬曆十九年（1591年）辛卯科山東鄉試第十二名舉人，萬曆三十八年庚戌科會試一百四十一名，第三甲第一百十三名進士。刑部觀政，授山西平陽府推官，四十年壬子被論，左遷河南布政司檢校，四十三年陞江西奉新縣知縣，四十七年致政。

## 家族
曾祖張惠；祖張舜民，州判；父張尚賓，州吏目；前母吳氏；母王氏。慈侍下。兄张裕（由廪生改儒士）、张训（监生）。弟张依（廩生）；张俸（庠生）；张訐（庠生）；张訒（庠生）；张禎（庠生）；张藴；张范（俱庠生）；张諧（監生）；张諾；张修；张侍；张祜；张軾；张轍；张口（儒士）。